# Coupe de la CEV féminine 2009-2010
Navigation
Coupe de la CEV 2008-09 Coupe de la CEV 2010-11
La Coupe de la CEV 2009-2010 est la 38e édition de la Coupe de la CEV, anciennement appelée Top Teams Cup.

## Participants
Le nombre de participants est basé sur le classement des pays:
| Pos. | Pays        | Nombre d'équipes | Équipes 1                                       |                                 |
| ---- | ----------- | ---------------- | ----------------------------------------------- | ------------------------------- |
| 1    | Italie      | 1                | Yamamay Busto Arsizio                           | Yamamay Busto Arsizio           |
| 2    | Russie      | 1                | Ouralotchka NTMK Iekaterinbourg                 | Ouralotchka NTMK Iekaterinbourg |
| 3    | Espagne     | 1                | Valeriano Alles Menorca Volei                   | Valeriano Alles Menorca Volei   |
| 4    | France      | 2                | Istres Ouest Provence Le Cannet-Rocheville      |                                 |
| 5    | Pologne     | 2                | Impel Gwardia Wrocław PTPS Pila                 |                                 |
| 6    | Pays-Bas    | 2                | Sliedrecht Sport PND VC Weert                   |                                 |
| 7    | Turquie     | 2                | Eczacibasi-Zentiva Istanbul Türk Telekom Ankara |                                 |
| 8    | Suisse      | 2                | VBC Voléro Zurich VC Kanti Schaffhouse          |                                 |
| 9    | Croatie     | 2                | Volksbank Velika Gorica ŽOK Split 1700          |                                 |
| 10   | Serbie      | 2                | Dinamo Azotara Pančevo Crvena Zvezda Belgrade   |                                 |
| 11   | Roumanie    | 2                | Dinamo Bucarest Volei 2004 Tomis Constanţa      |                                 |
| 12   | Autriche    | 2                | Sparkasse Klagenfurt SVS Post Schwechat         |                                 |
| 13   | Belgique    | 2                | VDK Gent Dames Dauphines Charleroi              |                                 |
| 14   | Portugal    | 1                | CS Madeira Clube Desportivo Ribeirense          |                                 |
| 15   | Azerbaïdjan | 2                | Azerrail Bakou Rabita Bakou                     |                                 |
| 16   | Ukraine     | 1                | Severodonchanka Severodonec                     | Severodonchanka Severodonec     |
| 17   | Grèce       | 1                | Panathinaikos Athènes                           | Panathinaikos Athènes           |
| 19   | Slovénie    | 1                | Nova KBM Branik Maribor                         | Nova KBM Branik Maribor         |
| 21   | Chypre      | 1                | AEL Limassol                                    | AEL Limassol                    |
| 22   | Allemagne   | 1                | SC Schweriner                                   | SC Schweriner                   |

## Résultats

### Final Four
|  | Demi-finales              | Demi-finales        |                        |   | Finale              | Finale              |
|  | Demi-finales              | Demi-finales        |                        |   | Finale              | Finale              |
|  |                           |                     |                        |   |                     |                     |
|  | 20 mars 2010, Bakou       | 20 mars 2010, Bakou |                        |   | 21 mars 2010, Bakou | 21 mars 2010, Bakou |
|  | 20 mars 2010, Bakou       | 20 mars 2010, Bakou |                        |   | 21 mars 2010, Bakou | 21 mars 2010, Bakou |
|  | Rabita Bakou              | 2                   |                        |   | 21 mars 2010, Bakou | 21 mars 2010, Bakou |
|  | Rabita Bakou              | 2                   |                        |   | 21 mars 2010, Bakou | 21 mars 2010, Bakou |
|  | Yamamay Busto Arsizio     | 3                   |                        |   | 21 mars 2010, Bakou | 21 mars 2010, Bakou |
|  | Yamamay Busto Arsizio     | 3                   | Yamamay Busto Arsizio  | 3 |                     |                     |
|  | 20 mars 2010, Bakou       |                     | Yamamay Busto Arsizio  | 3 |                     |                     |
|  |                           | CZ Belgrade         | 1                      |   |                     |                     |
|  | Oural NTMK Iekaterinbourg | CZ Belgrade         | 1                      | 2 |                     |                     |
|  | Oural NTMK Iekaterinbourg |                     |                        | 2 |                     |                     |
|  | CZ Belgrade               | 3                   |                        |   |                     |                     |
|  | CZ Belgrade               | 3                   | Match pour la 3e place |   |                     |                     |
|  |                           |                     |                        |   |                     |                     |
|  | 21 mars 2010, Bakou       |                     |                        |   |                     |                     |
|  |                           |                     |                        |   |                     |                     |
|  | Rabita Bakou              | 3                   |                        |   |                     |                     |
|  | Rabita Bakou              | 3                   |                        |   |                     |                     |
|  | Oural NTMK Iekaterinbourg | 1                   |                        |   |                     |                     |
|  | Oural NTMK Iekaterinbourg | 1                   |                        |   |                     |                     |

#### Récompenses individuelles
- MVP : Carmen Turlea (Yamamay Busto Arsizio)
- Meilleure marqueuse : Carmen Turlea (Yamamay Busto Arsizio)
- Meilleure attaquante : Sanja Starović (Rabita Bakou)
- Meilleure contreuse : Lucia Crisanti (Yamamay Busto Arsizio)
- Meilleure serveuse : Stefana Veljković (Crvena Zvezda Belgrade)
- Meilleure passeuse : Bojana Živković (Crvena Zvezda Belgrade)
- Meilleure réceptionneuse : Tamara Rakić (Crvena Zvezda Belgrade)
- Meilleure libero : Silvija Popović (Rabita Bakou)